# Крејг Макракен
Крејг Макракен (енгл. Craig McCracken; рођен 31. март 1971. у Чарлероју у Пенсилванији је амерички аниматор најпознатији као творац анимираних серија Супердевојчице и Фостерова кућа за замишљене пријатеље.